# Коли падають небеса
«Коли падають небеса» (англ. Falling Skies) — американський науково-фантастичний серіал, створений Робертом Родетом, що розповідає про вторгнення прибульців на Землю. Серіал вийшов на екрани 19 червня 2011 року на кабельному телеканалі TNT в США. Виконавчий продюсер — Стівен Спілберг. Прем'єра другого сезону відбулася 17 червня на каналі TNT, а 11 липня 2012 року TNT продовжив серіал на третій сезон з прем'єрою в 2013 році. Прем'єра третього сезону відбулася 9 червня 2013 року. Прем'єра четвертого сезону відбулася 22 червня 2014 року. Канал TNT в липні 2014 року продовжив серіал на 5-й, останній, сезон, прем'єра якого відбулася влітку 2015 року.

## Сюжет

### Перший сезон
Події починаються через пів року після вторгнення на Землю інопланетян. На початку вторгнення загарбники вивели з ладу світову електромережу та вбили понад 90 % людського населення, знищивши найбільші міста та столиці світу. Прибульці поділяються на декілька видів: роботи «мехи»; шестиноги пілоти скітери і таємничий вид, відомий як Володарі, що командують скітерами. Мета нападу інопланетян спершу незрозуміла, але потім з'ясовується, що вони набирають із підлітків армію для війни проти іншої інопланетної цивілізації за допомогою контролюючих пристроїв.
Сюжет зосереджений на групі «Другий полк», яку очолює полковник армії США у відставці Ден Вівер. Другим командувачем є професор історії Бостонського університету Том Мейсон, який розшукує свого сина Бена, застосовуючи свої обширні знання з військової історії. Брат Бена, Гел, знаходить його, але Бен контролюється інопланетянами через «джгут» на спині. Том стикається з бандитами та захоплює живого скітера, з яким намагається поспілкуватися Енн. Син Майка, Рік, переживає операцію з видалення «джгута», але після цього допомагає скітеру втекти. Гел проникає в табір інопланетян і допомагає визволити захоплених підлітків, зокрема й Бена.
«Другий полк» протистоїть групі інших вцілілих, які обмінюють дітей на свою безпеку. Згодом скітери починають відступати і «Другий полк» готує атаку на їхній штаб. Том, Гел і Вівер виявляють, що скітерами керує ще невідома досі раса Володарів. Ватажок бандитів Поуп розробляє кулі, зроблені з матеріалу «мехів», здатні пробивати інопланетну броню.
Рік переходить на бік скітерів. Том збиває інопланетний корабель, який врізається в штаб. Володарі через свою агентку Карен повідомляють, що хотіли б зустрітися з Томом і той погоджується на візит у їхній корабель.

### Другий сезон
Володарі пропонують Тому оселити людей у гетто, де їм гарантується безпека. Том проти цього, він нападає на інопланетян. Тоді інопланетяни вбивають всіх полонених на кораблі, а Тома висаджують у полі. Він пішки вирушає до Бостона, дорогою зустрівши дівчину Терезу. Врешті, через три місяці, він дістається до «Другого полку».
Том виявляє, що заражений інопланетним паразитом і сумнівається в своєму самоконтролі. Зростає недовіра до Тома. «Другий полк» облаштовує нову базу в покинутому аеропорту. Потім група вирушає до Чарльзтона, де ймовірно є інші вцілілі та залишки уряду США. Гел помічає, що Бен зберіг здатність спілкуватися з прибульцями, але замовчує це. Потім Гел знаходить Ріка та приймає його назад, попри його зраду. Том знайомиться з захопленим у полон скітером Червонооким, який може бути бунтарем зі своєї раси.
Карен заманює Бена в пастку, щоб Володарі дізналися більше про скітерів-бунтарів. Том зустрічає того самого Володаря, з яким бачився на кораблі. Той заявляє, що загарбання Землі є благом для людей, схильних до саморуйнації. Том ранить Володаря та обмінює його на свободу людей навколо. Бен приєднується до скітерів-бунтарів, а решті «Другого полку» продовжує подорож до Чарльзтона.
Група досягає Чарльзтона, де група вцілілих живе в гарних умовах. Професор Артур Манчестер закликає Тома підтримати його в створенні нового уряду. Але генерал Бресслер захоплює владу і намірюється вбити скітерів-бунтарів. Том стає на їхній захист. Червоноокий повідомляє, що місцевий Володар готує прийняти нову зброю і це хороша нагода для атаки на його ставку. Бресслер попри те нападає на скітерів. Карен катує полонених людей, в тому числі Гела та Бена. Несподівано загін Червоноокого атакує базу і звільняє полонених. Гел згодом виявляється заражений таким самим паразитом, що й Том.
Наприкінці на Землю десантуються численні капсули невідомої раніше раси прибульців, знаних як волми.

### Третій сезон
Минуло сім місяців. Вівер, його донька Жанна та Мет намагаються врятувати з шахти хлопця Дієго. «Другий полк» допомагає евакуювати полонених підлітків. Волми ведуть бойові дії проти Володарів, завдяки їхній допомозі люди мають численні успіхи. Манчестера тим часом убиває невідома особа. Лідер волмів Кочиз показує Тому та Вівер будівництво секретної зброї проти Володарів.
Бен і Денні знаходять ядерний реактор, виявлений волмами, який Володарі використовують для живлення своїх машин. Більшість людей виступають за альянс із волмами. Попуп же вважає, що після перемоги волми поневолять людство. Том і його команда вирішують заручитися допомогою доктора Кадара, їм вдається знищити реактор. Снайперка Кетрін Фішер намагається вбити Тома. Її схоплюють і вона розповідає, що надіслана за наказом президента. Енн чує як із нею спілкується її новонароджена дочка Алексис, і вагається чи не збожеволіла вона.
Починається велика битва людей і волмів проти скітерів, у якій альянс бере гору. Енн проводить аналіз ДНК і встановлює, що Алексис має чужорідні гени. Том і Поуп потрапляють в аварію літака та опиняються в лісі, Бресслер при цьому гине. Кадар у той час досліджує зброю волмів і робить висновок, що вона споживає більше енергії, ніж очікувалося. Гел бореться зі своїм інопланетним альтерего і перемагає. Паразита видаляють з його тіла.
Том потрапляє під контроль Володарів і опиняється в ілюзорному світі, де вторгнення не відбулося. Потім він отямлюється в полоні Карен, яка розповідає, що Володарі готують зміну атмосфери Землі, і це вб'є всіх людей. Том тікає, але Карен вже вивідала необхідну загарбникам інформацію.
У Чарльзтоні спрацьовує бомба, Кочиза в результаті поранено. Кадар погоджується допомогти запустити зброю волмів. Встановлена на корабель, зброя повалює вежу Володарів у Бостоні, перетворення атмосфери припиняється. На місце вежі приземляється величезний корабель волмів під командуванням батька Кочиза. Карен здається та повідомляє про намір Володарів оголосити перемир'я. Том застрелює її, а потім возз'єднується з Енн та Алексис, яка дуже швидко росте. Зрадниця Лурденс, яка влаштувала вибух, випускає в Алексис паразитів, однак дівчинка бере їх під контроль і розчавлює.

### Четвертий сезон
Володарі скидають шпилі, що утворюють непроникні бар'єри. Багато людей опиняються в гетто, де борються між собою за їжу. Том за сприяння Гела зустрічається з Володарем, який пояснює, що наближається велика загроза. Володарі потребують армії, для чого додатково будуть перетворювати обраних дорослих людей на гібридів. Том погоджується допомогти їм, щоб врятувати свою родину. Згодом він допомагає жителям гетто підірвати шпилі та зруйнувати бар'єр.
Алексис перетворюється на нову істоту й покидає своїх земних батьків. «Другий полк» влаштовує пастку на «мехів» у китайському кварталі Чарльзтона. Гел бере участь в операції з пересадки інопланетного пристрою Меггі. В той час на Місяці спостерігаються зелені спалахи. Кочиз розуміє, що енергетичне ядро Володарів, яке шукали волми, розташоване на Місяці.
Том планує використати збитий раніше літак скітерів, щоб атакувати базу на Місяці. Кочиз перехоплює повідомлення Володарів, у якому йдеться, що люди з інших гетто масово переробляються на гібридів. У «Другому полку» триває робота з ремонту літака та обирається команда, що вирушить на Місяць. Алексис повертається під час авіанальоту скітерів та захищає людей.
До команди польоту входять Том і Алексис. Вони повинні скинути на базу Володарів бомбу, але під час польоту в літаку виявляється тріщина. Алексис занурює Тома в анабіоз і коли він прокидається, то дізнається, що дівчинка завершила місію самотужки. Але внаслідок вибуху енергетичного ядра вона втратила всі інопланетні здібності, ставши звичайною людиною. Потім Том здогадується, що все навколо надто ідеально і прокидається. Він переконує Алексис прийняти загрози реальності і вдвох вони продовжують місію. Корабель волмів захищає їхній літак від ескадри скітерів. Алексис таранить ядро, а Том губиться в космосі на пошкодженому літаку. На Землі люди спостерігають вибух бази на Місяці. Без енергії з неї машини прибульців вимикаються, перетворення людей на гібридів припиняється.

### П'ятий сезон
Тома рятує давній ворог Есфені, дорнія, та запускає його літак на Землю на автопілоті. Повернувшись на Землю, Том згуртовує людство в глобальний опір і очолює контрнаступ на базу Володарів у Вашингтоні, округ Колумбія. Кочиз пояснює, що дорнія — це первісна форма скітерів до того, як їх перетворили Володарі. Бен за допомогою комунікаційного пристрою Володарів і свого імплантата відкриває людям, що Володарями керує Королева.
У той час по Землі поширюються інопланетні жуки, укус яких смертельний як для людей, так і скітерів та Володарів. Енн встановлює, що це біологічна зброя дорнії. Кочиз припускає, що дорія не знає про смертоносний вплив жуків на людей. Володарі створюють копію Алексис, щоб убити Тома. Коли вона гине під дією модифікованої отрути дорнії, це доводить, що люди тепер в безпеці.
Вистеживши Королеву на руїнах меморіалу Лінкольна, Том протистоїть їй наодинці, щоб доставити отруту, модифіковану для вбивства лише Володарів. Королева розповідає, що 1500 років тому прислала на Землю свою дочку, але її вбили люди. Тому Королева поклялася повернутися і знищити людей. Королева починає пити кров Тома, коли він вводить собі отруту. Королева гине, а разом з нею решта Володарів і скітери. Енн помирає від ран.
Через кілька місяців людство об'єдналося, відбудовує Землю та планує обрання світового лідера. Коли Тому пропонують цю посаду, він відмовляється. Мет пише книгу, в якій описує пережиті події.

## У ролях
- Ноа Вайлі — Том Мейсон
- Мун Бладгуд — Енн Ґласс
- Дрю Рой — Гел Мейсон
- Джессіка Шрем — Карен
- Максим Найт — Мет Мейсон
- Сейшелл Гебріел — Лурдес
- Пітер Шінкода — Дай
- Сара Картер — Маргарет
- Колін Каннінгем — Джон Поуп
- Коннор Джессап — Бен Мейсон
- Уіл Паттон — Капітан Вівер
- Глорія Рубен — Марина Перальта

## Виробництво

### Концепція
Розробка офіційно почалася в 2009 році, коли TNT оголосила, що замовила пілотну серію безіменного проекту про вторгнення прибульців. Сценарій фільму «Небеса, що падають» було створено Робертом Родетом, який вже здобув популярність завдяки написаним ним сценарієм до оскароносного фільму Стівена Спілберга «Врятувати рядового Раяна». Родет розробив пілотний епізод на базі ідеї, яка була вигадана спільно зі Спілбергом . Спочатку серіал був названий «Конкорд» (це був натяк на Битву при Легксінгтоні та Конкорді і одночасно — на професію Тома Мейсона, вчителя історії . Однак Спілберг потім віддав перевагу дати фільму назву «Небеса, що падають». «Я відчував, що це була дуже цікава постапокаліптична історія 21 століття в дусі 76-го. Я придумав — грім в ясний день — назву „Небеса, що падають“, яке власне і описує те, що відбувається на планеті після вторгнення. Що стосується унікальності даного серіалу, то вона полягає в тому, що історія починається після успішного завоювання світу прибульцями», — заявив він. Спілберг був притягнутий до проекту у зв'язку з його темами сурвіалізму. «Я завжди був зацікавлений у тому, як ми виживемо і наскільки ми спритні, як американці. Як би вижили і годували дітей? Як постачали себе у військовому відношенні, щоб захистити і навіть повернути те, що вони втратили?» — додав він. Як і в більшості робіт Спілберга, таких, як «Тихий океан» і «Інопланетянин», основною темою «Небеса, що падають» є сім'я і братерство. Він пояснив: «Я звертаюся до цієї теми, тому що вірю в неї. Це щось, з чим у мене є найближча досвід. [Сміється] Вони кажуть, написати те, що знаєш, а з сімома дітьми і трьома сестрами… Я як правило, завжди повертаюся до теми сім'ї, як критерія для публіки, що дозволяє відчувати себе частиною цих досить дивних історій».
Працюючи над пілотним варіантом сценарію, Родет присвятив п'ять сторінок монтажу інопланетному вторгненню, але вирішив відмовитися від цього, так як це вже було в таких фільмах, як «Війна Світів». «Я написав кілька проектів, дивився на них і говорив: „Ай-яй-яй, я вже бачив це раніше. У мене немає нових емоцій“» — сказав він . Родету прийшла в голову ідея додати в серіал дітей, «запряжених прибульцями». «Коли ми працювали над початковими елементами сюжету, одна цікавила річ [Спілберга] — була ідея, що дорослих вбивають, якщо вони становлять загрозу, а дітей захоплюють з якоїсь причини, змінюють або видозмінюють. Тоді упряжка була логічним наслідком з цього. Тоді ми дізнаємося, що робить висновок з дітьми протягом усього шоу, але уявляти собі ми буде це поступово», — заявив він. Спілберг раніше досліджував ідею поневолених дітей в 1984 році у фільмі «Індіана Джонс і храм долі».
Актор Ноа Вайлі (головний герой серіалу) підкреслив присутність Спілберга на зйомках, заявивши, «В будь-який час він може дати поправку в проект, і це крок вгору по його сюжетної лінії».

«Відбитки Спілберга були скрізь. Він сформував сценарій, придумав пілот, щодня спостерігав, вносив пропозиції по редагуванню, працював над табором, прибульцями і космічним кораблем. -Головний герой серіалу, Ной Уайл»

Колін Каннінгем, який грає злочинця Джона Попа, вигукнув: «Ти приходиш і думаєш, „Це не просто ТВ-шоу, це щось інше, чим ми займаємося“, і зазначив, що Спілберг був дуже практичний у пілоті. „Його можливості величезні. Коли завгодно, почувши ім'я Спілберга, ви знаєте, це не буде лайном. ви будете знати, що це буде якісно і тут будуть гроші на проект“. Марк Верхайден, шоуранер першого сезону, заявив: „Це здорово знати, що у нас є режисер світового класу, як страховка до того, що ви намагаєтеся зробити, той хто підтримає і допоможе підготувати відмінний матеріал“.

### Кастинг

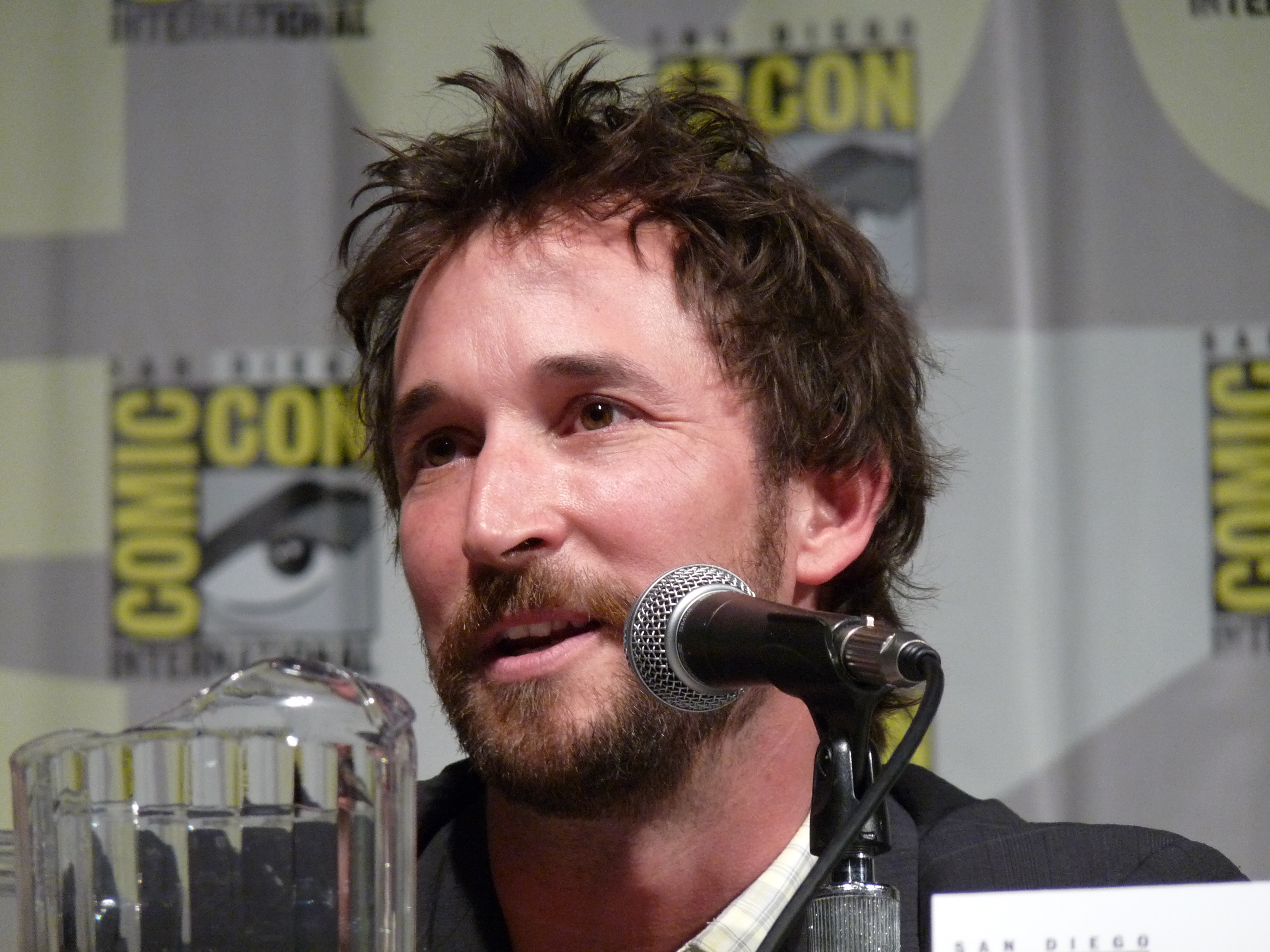
Ноа Вайлі представляє серіал на Comic-Con у Сан-Діего в 2010 році

Анонс кастингу розпочався в червні 2009 року, коли Ноа Вайлі був оголошений як головний герой . Вайлі, що працював з TNT над фільмами про бібліотекаря, був відправлений на різні шоу їх каналу. Він сказав, що одна з причин, чому він вирішив брати участь, це завоювати довіру своїх дітей. „З народженням моїх дітей, я почав реально дивитися на мою кар'єру їх поглядом більше, ніж своїм, так що це диктує мої рішення, рухає мене до певних речей і відхиляє від інших“, сказав він . Ще однією причиною є те, що він пов'язує це зі своїм характером, заявивши: „Я ототожнюю себе з відданістю синам Тома, і захоплююся його почуттям громадського обов'язку“. Спілберг віддав перевагу Вайлі на роль, тому що він знав його ще з серіалу „Швидка допомога“, виробництва компанії Спілберга. Він хотів, щоб Вайлі з'явився в його фільмі „Врятувати рядового Раяна“ в 1998 році, але через проблеми у графіку, він був не в змозі зніматися. Спілберг заявив, що він був сповнений рішучості працювати з ним знову.
У липні 2009 року Мун Бладгуд, Джессі Шрем, Сейшелл Гебріел і Максим Найт були затверджені на ролі Енн Гласс, Карен Надлер, Лурдес і Метта Мейсона, відповідно . Бладгуд, виконавиця головної жіночої ролі, не брала участь в прослуховуванні. Вона отримала сценарій і була запрошена на роль . Бладгуд погодилася на роль через участь Спілберга та Родета . Вона заявила: „Ну звичайно, коли тобі вручають сценарій, і кажуть, що це Боб Родет і Стівен Спілберг, ви відразу ж звертається до нього. Це привертає твою увагу. Я була трохи обережна з бажанням знову зіграти в науковій фантастиці. Але це була більше драматична, сімейна історія. Мені сподобалося, і я захотіла працювати зі Спілбергом“. Бладгуд додала, що грати доктора захоплює її.» Мені сподобалася ідея зіграти лікаря і відійти від того, що я вже робила", сказала вона. У серпні 2009 року, Дрю Рой і Пітер Шінкода були затверджені, на роль Хела Мейсона і Дая . Агент Дрю отримала сценарій і обидва жартували, що Рой може отримати роль. «Я отримав сценарій через мого агента, як і все інше. Ми навіть жартували про те, що це був проект Стівена Спілберга. Ми такі: „О, так, у мене є шанс.“ Ми просто жартували». Він прослуховувався чотири рази на цю роль. «Весь процес тривав протягом досить довгого часу, а потім нарешті, це було до мене і ще одного хлопця, ми були буквально в очікуванні слова від Стівена Спілберга, тому що він повинен був переглянути два прослуховування й ухвалити рішення. Все це, природно, мені сподобалося: „Гаразд, навіть якщо я не пройду, це було здорово“. На щастя, удача була на моїй стороні».

### Зйомки
Пілот був знятий в 2009 році в Ошаві, Онтаріо, а частина сезону, що залишилася — з липня по листопад наступного року  в Гамільтоні  [Архівовано 8 грудня 2012 у Archive.is] і ТоронтоSkies[недоступне посилання з липня 2019] [Архівовано 6 жовтня 2012 у Wayback Machine.].
TNT оголосив про початок виробництва другого сезону 24 жовтня 2011 року[ https://web.archive.org/web/20141022012757/http://tvbythenumbers.zap2it.com/2011/10/24/tnts-falling-skies-second-season-production-under-way/108239/]. Зйомки проходили у Ванкувері і в лікарні Рівервью в Кокуітлам і, Британській Колумбії з жовтня 2011 року по березень 2012 року [недоступне посилання з липня 2019].
Основні зйомки третього сезону розпочалися 22 серпня 2012 року cop.html[недоступне посилання з липня 2019].

### Знімальна команда
Родет і Спілберг виступили виконавчими продюсерами. Грем Йост, Джастін Фалфей і Дерріл Френк також є виконавчими продюсерами. Йост раніше працював зі Спілбергом над серіалом «Тихий океан» виробництва HBO. Марк Верхайден є одним з виконавчих продюсерів і шоуранер серіалу. Верхайден працював над Зоряним крейсером «Галактика» як автор і продюсер.
Грег Біман також є одним з виконавчих продюсерів. Мелінда Хсу Тейлор — продюсер-супервайзер, раніше вона працювала над «Залишитися в живих». Ремі Аубучон був найнятий як шоуранер на другий сезон в травні 2011 році перед першою прем'єрою сезону . Ной Уайл став продюсером другого сезону.

## Показ серіалу

Рекламний постер серіалу

Епізоди з пілотної серії були показані 1 квітня 2011 року на WonderCon 2011 . У Великій Британії світова прем'єра серіалу відбулася 12 квітня на Comic Con. Прем'єра серіалу на TNT відбулася 19 червня 2011 року.

### Рейтинги
Двогодинну прем'єру серіалу подивилося 5,9 млн осіб, що стало рекордним для кабельних серіалів в 2011 році. Серед глядачів більш ніж 2,6 млн осіб були люди у віці від 18 до 49 років і 0,6 млн — 50-54 років . Третю серію подивилося 4,2 млн чоловік . У Великій Британії прем'єру серіалу на платному каналі FX подивилося 402 000 чоловік . Середня аудиторія за підсумками першого сезону в США склала 4,787 млн з демографічним рейтингом 1,64 у віковій категорії 18-49.
Двогодинна прем'єра другого сезону зібрала біля екранів 4,461 млн глядачів, включаючи 1,869 млн у віці 18-49. Середня аудиторія за підсумками другого сезону в США склала 3,745 з демографічним рейтингом 1,31 у віковій категорії 18-49.
Двогодинну прем'єру третього сезону подивилося 4,210 млн чоловік, у тому числі 2.1 млн у віці 25-54 і 1.9 млн у віці 18-49. Середній вік телеглядачів склав 47 років, що на 2 роки менше торішнього дебюту. Середня аудиторія за підсумками третього сезону в США склала 3,532 млн з демографічним рейтингом 1,20 у віковій категорії 18-49. З урахуванням перегляду в запису протягом 7-ми днів драма в середньому збирала біля екранів 5,6 млн глядачів, включаючи 3,0 млн у віці 25-54 і 2.6 млн у віці 18-49.

## Показ серіалу
Епізоди з пілотної серії було показані 1 квітня 2011 року на WonderCon 2011. У Великій Британії світова прем'єра серіалу відбулася 12 квітня на Comic Con. Прем'єра серіалу на TNT відбулася 19 червня 2011 року.

## Список епізодів

### 1-й сезон
| №  | Назва епізоду                             | Режисер              | Автор                  | Дата виходу     |
| -- | ----------------------------------------- | -------------------- | ---------------------- | --------------- |
| 01 | «Живи та Вчися» «Live and Learn»          | Карл Франклін        | Роберт Родет           | червня 19, 2011 |
| 02 | «Зброярня» «The Armory»                   | Грег Біман           | Грем Йост              | червня 19, 2011 |
| 03 | «Військовополонений» «Prisoner of War»    | Грег Біман           | Фред Голан             | червня 26, 2011 |
| 04 | «Ласка» «Grace»                           | Фред Туа             | Мелінда Хсу Тейлор     | липня 3, 2011   |
| 05 | «Тихе вбивство» «Silent Kill»             | Фред Туа             | Джо Вайсберг           | липня 10, 2011  |
| 06 | «Притулок: Частина 1» «Sanctuary: Part 1» | Серджо Міміка-Геззал | Джоел Андерсон Томпсон | липня 17, 2011  |
| 07 | «Притулок: Частина 2» «Sanctuary: Part 2» | Серджо Міміка-Геззал | Мелінда Хсу Тейлор     | липня 24, 2011  |
| 08 | «Що ховається під…» «What Hides Beneath»  | Ентоні Хемінгуей     | Марк Верхайден         | липня 31, 2011  |
| 09 | «Бунт» «Mutiny»                           | Холлі Дейл           | Джо Вайсберг           | серпня 7, 2011  |
| 10 | «Вісім годин» «Eight Hours»               | Грег Біман           | Марк Верхайден         | серпня 7, 2011  |

### 2-й сезон
| №  | Назва епізоду                                                    | Режисер         | Автор                                     | Дата виходу     |
| -- | ---------------------------------------------------------------- | --------------- | ----------------------------------------- | --------------- |
| 01 | «Розділені світи» «Worlds Apart»                                 | Грег Біман      | Марк Верхайден                            | 17 червня, 2012 |
| 02 | «Невже ми збираємося на річці» «Shall We Gather at the River»    | Грег Біман      | Бредлі Томпсон, Девід Ведлі               | 17 червня, 2012 |
| 03 | «Компас» «Compass»                                               | Мішель Катлеман | Браян Ох                                  | 24 червня, 2012 |
| 04 | «Молода кров» «Young Bloods»                                     | Мігель Сапочнік | Хезер В. Реньє                            | 1 липня, 2012   |
| 05 | «Кохання та інші акти мужності» «Love and Other Acts of Courage» | Джон Дав        | Джо Вайсберг                              | 8 липня, 2012   |
| 06 | «Повернення» «Homecoming»                                        | Грег Біман      | Браян Ох                                  | 15 липня, 2012  |
| 07 | «Molon Labe»                                                     | Холлі Дейл      | Бредлі Томпсон, Девід Ведлі               | 22 липня, 2012  |
| 08 | «Марш смерті» «Death March»                                      | Сейз Манн       | Хезер В. Реньє                            | 5 серпня, 2012  |
| 09 | «Ціна величі» «The Price of Greatness»                           | Адам Кейн       | Марк Верхайден                            | 12 серпня 2012  |
| 10 | «Більш досконалий Союз» «A More Perfect Union»                   | Грег Біман      | Ремі Аубучон, Бредлі Томпсон, Девід Ведлі | 19 серпня, 2012 |

### 3-й сезон
| №  | Назва епізоду                              | Режисер | Автор | Дата виходу     |
| -- | ------------------------------------------ | ------- | ----- | --------------- |
| 01 | По тонкому льоду «On Thin Ice»             |         |       | 9 червня, 2013  |
| 02 | Супутній збиток «Collateral Damage»        |         |       | 9 червня, 2013  |
| 03 | Безплідні землі «Badlands»                 |         |       | 16 червня, 2013 |
| 04 | За будь-яку ціну «At All Costs»            |         |       | 23 червня, 2013 |
| 05 | Відшукати і повернути «Search And Recover» |         |       | 30 червня, 2013 |
| 06 | Мовчи та йди «Be Silent And Come Out»      |         |       | 7 липня, 2013   |
| 07 | Сімейка Пікетт «The Pickett Line»          |         |       | 14 липня, 2013  |
| 08 | Дивні люди «Strange Brew»                  |         |       | 21 липня, 2013  |
| 09 | Шлях у пекло «Journey To Xilbalba»         |         |       | 28 липня, 2013  |
| 10 | Бразилія «Brazil»                          |         |       | 4 серпня 2013   |

### 4-й сезон
| №  | Назва епізоду                                          | Режисер | Автор | Дата виходу    |
| -- | ------------------------------------------------------ | ------- | ----- | -------------- |
| 01 | «Привид у машині» «Ghost in the Machine»               |         |       | 22 червня 2014 |
| 02 | «Око» «The Eye»                                        |         |       | 29 червня 2014 |
| 03 | «Вихід» «Exodus»                                       |         |       | 6 липня 2014   |
| 04 | «Розвиватися або померти» «Evolve or Die»              |         |       | 13 липня 2014  |
| 05 | «Інтелектуальні війни» «Mind Wars»                     |         |       | 10 липня 2014  |
| 06 | «Третій вихід» «Door Number Three»                     |         |       | 27 липня 2014  |
| 07 | «Бійня в суботній вечір» «Saturday Night Massacre»     |         |       | 3 серпня 2014  |
| 08 | «Істота в пір'ї» «A Thing with Feathers»               |         |       | 10 серпня 2014 |
| 09 | «Поки смерть не розлучить нас» «Till Death Do Us Part» |         |       | 17 серпня 2014 |
| 10 | «Жереб» «Drawing Straws»                               |         |       | 24 серпня 2014 |
| 11 | «Space Oddity»                                         |         |       | 31 серпня 2014 |
| 12 | «Shoot the Moon»                                       |         |       | 31 серпня 2014 |